# Dalotti Németh Ödön
Dalotti Németh Ödön, Németh Ödön Győző (Pest, 1846. augusztus 7. – Budapest, 1940. november 2.) főgimnáziumi tanár, irodalomtörténész, kritikus.

## Életútja
Németh Dániel és Madarász Szibilla fiaként született, 1846. augusztus 10-én keresztelték a Kálvin téri református templomban. Családja Olaszországból költözött be. Tanult Komáromban, Pozsonyban, Kecskeméten, ahol teológussá lett; azután a budapesti és bécsi egyetem hallgatója volt. Innét hazatérve, a kecskeméti református egyház hívta meg nőnevelőintézete vezetésére. Tanári állása mellett letette mind a két papi vizsgálatot. 1880-tól a kecskeméti református főgimnáziumban a magyar nyelv és irodalom tanára volt. 1892-ben a magyar királyi belügyminisztérium 1892. évi 28853/V-10. sz. engedélyével felvette a Dalotti-Német vezetéknevet. 1895-től Győrött, 1896 és 1918 között Pozsonyban tanított.
Az 1873-ban megindult Kecskemét c. lapnak rendes dolgozótársa lett és különösen színbírálatait a budapesti Színpad c. szaklap is rendesen átvette; írt a fővárosi lapokba is különböző álnevek alatt értekezéseket és beszélyeket; sokat fordított olaszból és németből, például Saphirtól.
Szerkesztette a Kecskemét című hetilapot 1878. május 26-től 1879. április 13-ig és 1892. januártól szerkesztette a Kecskeméti Lapokat.
Mint a Katona József-kör tagja székfoglaló értekezése Petrarca élete és költészete a társaságnak Évkönyvében található.
Kéziratban vannak: Olasz-magyar szótára (1873-ból) és Széptana.

## Fontosabb művei
- Petrarca élete és költészete, KJK Évk. 1891/92.
- A magyar népdal, Pozsonyi Áll. Főreálisk. Ért. 1897
- Alföldünk népének jellemzése, uo., 1900
- Visszaemlékezéseim kecskeméti élményeimre, KK 1922. márc. 8., ápr. 12.